# Valleys Between
Valleys Between (с англ. — «Меж Долин») — это инди-игра, совмещающая в себе элементы пошаговой головоломки и виртуальной песочницы. Её выход состоялся 30 августа 2018 года на iOS и 23 декабря 2019 года на Android. Цель игрока заключается изменении ландшафта окружающего мира, представленного в виде доски с шестиугольными ячейками. Игрок также должен избавляться от угрожающих миру элементов с помощью животного, перемещающегося по поверхности ячеек.
Разработкой Valleys Between занималась независимая студия Little Lost Fox из Новой Зеландии. Создатели задумывали создать игру, затрагивающую тему хрупкого природного баланса и угрозы окружающей среды со стороны человеческой деятельности. Разработчикам также помогала студия Dinosaur Polo Club, известная созданием игры Mini Metro, предоставив разработчикам также прототипную механику, на основе которого была создана Valleys Between.
Игра получила положительные оценки со стороны игровых критиков. Они похвалили Valleys Between за её красивый визуальный стиль и успокаивающую атмосферу, но также указали на достаточно сложный игровой процесс, который не сразу окажется понятным игроку-новичку.

## Игровой процесс

Демонстрация прохождения уровня

Игра совмещает в себе виртуальную песочницу и пошаговую стратегическую головоломку. Перед игроком представлена долина в виде доски, состоящей из шестиугольных плиток. Цель игрока состоит в том, чтобы на пустой земле создать новое жизненное пространство в передней части доски. По мере прохождения, доска смещается назад на одну строку. Чтобы изменить местность, игрок должен провести пальцем вверх или вниз. Изначально плитка представлена пустой землёй, наживая на ячейку и проводя пальцем вверх, игрок превращает данную ячейку в водоём, а ячейки вокруг покрываются травой. Наоборот, если игрок проводит пальцем вниз, то весь столбец ячеек перемещается назад на одну ячейку. Если провести пальцем вверх по травянистой ячейке, на ней вырастет дерево. Также при наличии нескольких ячеек с деревьями, их можно объединять проведением пальцем вверх. Тогда объединённые ячейки снова освобождают пустое пространство и игрок может заново заполнять их. Объединение ячеек с крупными деревьями образует ячейки с домами.
Другая важная часть игрового процесса — животное, способное путешествовать по травянистым ячейкам, по скольку оно способно тушить пожары, выращивать цветы и в целом предотвращать разрушение мира. Накопленные очки во время игры можно использовать для покупки новых животных или совершенствования имеющихся. Животное может перемещаться только по травянистым ячейкам, и делает один шаг вместе с ходом игрока. Игрок может направлять животное, создавая проход с водоёмом, или же блокируя ненужные ячейки деревьями. Опасность появляется в виде пожара, проклятых обелисков и нефтяных фабрик. От угрозы можно избавится, если животное окажется на соседней ячейке и игрок проведёт пальцем вверх. В этом случае угроза устраняется, а животное засыпает на несколько ходов. Угрозу необходимо устранить за несколько ходов, в противном случае она окажет урон местности, распространяясь на соседние ячейки и отнимет часть жизни животного. Самая простая угроза — огонь, его можно также потушить, создав рядом водоём при наличии пустой ячейки, огонь забирает четверть жизни, если его не потушить, менее, чем за 4 хода. Более серьёзную опасность представляют проклятый тотем и нефтяная фабрика. Если не обезвредить их менее, чем за 8 ходов, то они забирают одну единицу жизни, а нефтяная фабрика заражает соседнею ячейку разлитой нефтью. Игра заканчивается, когда у игрока не остаётся жизней.

## Создание и выход
Разработкой игры занималась независимая студия Little Lost Fox из Веллингтона, Новой Зеландии. Это также их первый совместный проект. Продюсер Ниамх Фицгеральд заметил, что команда из четырёх разработчиков работала изначально над прототипом Valleys Between в течение 2017 года и в режиме неполного рабочего дня, после чего они решили основать собственную студию и посвятить полный рабочий день разработке будущей игры. Вначале прототип назывался Grow из-за особенности игровой механики, а именно необходимости изменять окружающею среду путём перемещения вверх и вниз ячеек земли.
Valleys Between изначально задумывалась, как игра, посвящённая идее экологической осведомленности: «В то время мы пытались понять, как заставить людей размышлять об экологических проблемах. Мы решили попытаться создать это чувство принадлежности к миру, что кто-то создал его из небольшого семени, а затем столкнулся с угрозами, от которых нужно как можно скорее избавится», заметил Фицгеральд в телефонном разговоре с редакцией GamesBeat. «Наша цель не заключалась в создании реалистичной образовательной игры, мы хотели предоставить игроку расслабляющий опыт, полный индивидуальности и открытий, связанных с экологическими проблемами, которые нужно преодолеть». Работая над приложением, создатели вдохновлялись природными ландшафтами Новой Зеландии, а также черпали вдохновение, от того, чем они называют «небольшие взаимодействия, из которых состоит жизнь». Фицгеральд заметил, он ему повезло жить в Новой Зеландии и «быть окружённым прекрасным природным пейзажем». Тем не менее продюсер заметил, что новости об
экологических проблемах очень часто встречаются в новостях. Так, создатели решили создать «красивую и расслабляющую игру, с игровой механикой, завязанной на выращивании, строительстве и творчестве, но и одновременно появлении разных опасностей, угрожающих этому миру, который игрок должен устранить». Поиск баланса сложности был основной проблемой разработчиков. С одной стороны они хотели ввести в игру разного рода угрозы, но чтобы игра по прежнему дарила игроку расслабляющий опыт и свободу творчества, побуждая его снова и снова возвращаться. Помимо прочего разработчики хотели показать, что и человек способен жить в гармонии с природой, например демонстрируя, как нефтяная фабрика после «обезвреживания» превращается в ветряную мельницу.
Ещё в 2017 году, создатели представили прототип игры на международном фестивале «Play by Play». Тогда ещё у создателей не было чётких планов создать игру, они ограничивались идеей продемонстрировать прототип под названием Grow посетителям и посмотреть на реакцию. Публика выразила заинтересованность и со слов Фицгеральда с удовольствием пробовала играть в Grow. Тогда же команда разработчиков нашла спонсоров, как и отечественных, так и зарубежных. Создатели сформировали студию Little Lost Fox при поддержке двух других новозеландских инди-студий Dinosaur Polo Club (Mini Metro) и Dry Cactus (Poly Bridge). Обе студии помимо финансовой поддержки также выступили наставниками для Little Lost Fox, обучая дополнительным навыкам геймдизайна. Фицгеральд признался, что без их поддержки, они бы не смогли прийти к успеху и создать игру в её нынешнем виде, в частности продюсер заметил, что Dinosaur Polo Club предоставили им прототип игры Mini Metro, чья игровая механика также изначально была привязана к меняющимся ячейкам, именно используя её, как основу Little Lost Fox проработали механику игры Valleys Between.
Выход игры был запланирован на середину 2018 года для мобильных устройств с операционной системой iOS. Разработчики заметили, что изначально хотели создать игру для мобильной платформы, так как их игровой процесс подточен для работы с сенсорным экраном. Комментируя своё решение выпустить игру только на iOS, разработчики заметили, что видят в App Store стартовую площадку и в зависимости от успеха, решал, стоит ли им создавать версию на Android. Ещё более скептично создатели относились к идее адаптации Valleys Between для персональных компьютеров, заметив, что в этом случае им придётся значительно переработать игру и отказаться от базовой идеи «соприкосновения пальца с представленным в игре мире».
Выход Valleys Between на iOS состоялся 30 августа 2018 года и 23 декабря на Android. Игра выиграла 4 премии International Mobile Gaming Awards в категории «лучшая игра», «студенческая премия», «выбор аудитории» и «великолепный дизайн».

## Критика
| Сводный рейтинг    | Сводный рейтинг |
| Агрегатор          | Оценка          |
| ------------------ | --------------- |
| Metacritic         | 80/100 (iOS)    |
| Иноязычные издания |                 |
| Издание            | Оценка          |
| TouchArcade        | [ 1 ]           |
| KickMyGeek         | [ 11 ]          |
| 148Apps            | [ 12 ]          |
| Pocket Gamer UK    | [ 13 ]          |
| Metro GameCentral  | [ 14 ]          |

Игра получила положительные оценки от игровых критиков, средняя оценка на сайте-агрегаторе Metacritic для мобильной версии составила 80 баллов из 100 возможных
Линдсей Мэйхью с сайта TouchArcade заметила, что игре удаётся совмещать в себе расслабляющий и медитативный опыт, приукрашенный приятным музыкальным сопровождением. Одновременно игра обладает достаточно сложной игровой механикой и требует от игрока высокой концентрации и логического подхода. По Оливье с сайта KickmyGeek заметил, что Valleys Between совмещает в себе загадочный дух игры Evergarden и эстетику Alto’s Odyssey, тем не менее студии Little Lost Fox удалось создать игру с оригинальной игровой механикой, философией. Однако за внешне обманчивой простотой скрывается довольно сложная стратегическая игра, которая приведёт к гибели мира при малейшей ошибке, допущенной игроком. По предупредил, что игрок вероятно не сразу же поймёт тонкости игровой механики и столкнётся с трудностями, это даже может стать причиной разочарования, однако к данной механике можно быстро привыкнуть и начать по настоящему наслаждаться игровым процессом и даже серьёзно увлечься игрой. Кэмпбелл Бёрд с сайта 148apps аналогично заметил, что начиная впервые играть в Valleys Between, игрок может не сразу понять, но ему нужно делать, так как данная игра не похожа ни на одну из любых других игр. Однако потратив определённое время на изучение механики, игроку откроется довольно захватывающая стратегическая головоломка. Критик также заметил, что Valleys Between удаётся поразительным образом совмещать в себе крайне сложный игровой процесс с элементами стратегии, но и сохранять расслабляющую атмосферу, что довольно необычно для мобильной игры. Это по мнению Бёрда делает игру реиграбельной, так как возвращаясь снова и снова к Valleys Between игрок будет обнаруживать новые скрытые механики. Критик PocketGamer упрекнул игру в несбалансированности сложности, заметив, что в некоторых случаях игрок слишком быстро проигрывает и ему сложно понять, где именно он допустил ошибку. Редакция сайта Metro.co.uk наоборот считает, что игре не хватает сложности.
Критики похвалили игру за её визуальный стиль, так, Линдсей Мэйхью с TouchArcade заметила, что создание почти идеального пространства из шестиугольных плиток оказывает действительно успокаивающий эффект. Критик оценила факт того, что игрок может «влиять своим пальцем» на мир, наблюдая, как он темнеет, светлеет и проходит стадии смены времён года. «Вы не пойманы в ловушку зелёно-коричневого мира, а наблюдаете за нежными зимними фиолетовыми оттенками, или оранжевыми осенними. Зимой экран заполняется крупными снежинками, а осенью листья кружатся от порыва ветра». Критик KickmyGeek также похвалил игру за её «опьяняющую», красивую и простую графику вместе с саундтреком. Благодаря такой реализации, игроку по мнению критика захочется снова и снова возвращаться к игре, наслаждаясь её мелкими деталями. Рецензент сайта PocketGamer указал на поразительно схожий визуальный стиль Valleys Between с игрой Evergarden вплоть до изображения шестиугольных ячеек с гулящей лисицей, одновременно игровые процессы двух этих игр диаметрально противоположные.
Линдсей Мэйхью с TouchArcade отдельно заметила, что игра — это социальный комментарий об угрозе окружающей среды, и как игра отражает факт угрожающего вторжения человека в мир природы. Критик заметила, что игра заставляет созерцать тонкий природный баланс и разрушительные качество человечества. «Это не люди, тушащие пожары, и мешающие обелискам взорваться, а животные, в независимости от их размера и силы. Животные и природа — решение проблемы». По Оливье с сайта KickmyGeek считает также игру философским посланием о том, что на сколько же на самом деле хрупким является мир природы.